# Leyla Hussein
Leyla Hussein (en somalí: Leyla Xuseen) (Somalia, 1980) es una psicóloga, psicoterapeuta y activista social británica nacida en Somalia. Es la fundadora del proyecto Dahlia, una de las cofundadoras de la organización sin fines de lucro Daughters of Eve y directora ejecutiva de Hawa's Haven. En 2020, Hussein fue elegida rectora de la Universidad de St Andrews, siendo la primera mujer en ocupar ese puesto en esta universidad en 600 años.

## Biografía
Leyla Hussein nació en 1980 en Somalia, en el seno de una familia acomodada y con estudios y a los pocos años se trasladó al Reino Unido. Estudió en la Universidad Thames Valley donde obtuvo su titulación en Orientación Terapéutica.

## Trayectoria
Hussein ejerció durante diez años realizando divulgación para jóvenes, sobre salud reproductiva. Trabajó para African Well Women Clinic en Waltham Forest, en estrecha colaboración con supervivientes de mutilación genital femenina (MGF) del Reino Unido. Leyla Hussein trabajó también en el proyecto NAZ London como asesora de salud sexual, con somalíes afectadas por el VIH y el sida. 
En 2010, junto con Nimco Ali y Sainab Abdi fundaron Daughters of Eve. Esta organización sin ánimo de lucro se fundó para ayudar a las mujeres jóvenes y niñas, con un enfoque educativo y para crear conciencia sobre la mutilación genital femenina. La propia Hussein es una superviviente de la MGF. Después de su embarazo, quiso garantizar la seguridad física de su hija y eso la inspiró para comenzar a hacer campaña para cambiar la forma en la que se protege a las niñas en todas las variantes de la mutilación y en todo el mundo.
Además, Hussein es la directora ejecutiva de Hawa's Haven, una coalición de mujeres somalíes activistas y activistas comunitarias que tiene como objetivo crear conciencia sobre la violencia de género. Asimismo, dirige el grupo de terapia de apoyo Dahlia's Project, que se estableció en asociación con Manor Garden Health Advocacy Project, donde es consultora de capacitación independiente, así como facilitadora comunitaria. Su experiencia personal y su trayectoria profesional le llevaron a crear Dahlia, con un innovador servicio especializado que ofrece un espacio seguro y acceso a apoyo terapéutico a las supervivientes de la MGF. Para ella, "La MGF es una de las peores formas de abuso infantil y no se produce de forma aislada. Es una práctica que tiene sus raíces en la misoginia patriarcal, que niega a las mujeres y a las niñas los derechos sobre su cuerpo y su sexualidad". Hussein considera también que la prevención es clave y defiende que se debería incluir en las revisiones médicas la pregunta a las pacientes sobre si han sido sometidas la MGF, para establecer un inicio de toma de conciencia del trauma sufrido.
Es la embajadora mundial de The Girl Generation, un programa de comunicación de cambio social que tiene como objetivo poner fin a la mutilación genital femenina en una generación, y que actualmente trabaja en diez países africanos.
Como profesional de la salud, Hussein trabaja en estrecha colaboración con la Policía Metropolitana a través de su Proyecto Azure. Anteriormente fue asesora de la campaña END FGM-European, apoyada por Amnistía Internacional, y habló como tal ante los gobiernos de Chipre, Viena y Londres. Además, Hussein forma parte del consejo de administración del Grupo Asesor de la Iniciativa Especial de MGF y del Grupo Asesor de la Desert Flower Foundation, organización benéfica financiada por Waris Dirie, y del grupo asesor de la Inspección de Policía de Su Majestad sobre la Violencia contra las Mujeres y las Niñas (VAWG ) Grupo de Escrutinio y Participación de la Fiscalía de la Corona. También solía formar parte del consejo de administración de Naz Project de Londres.
Hussein fue una de las cinco protagonistas del documental #Female Pleasure, dirigido por la cineasta suiza Barbara Miller y estrenado en el Festival de Locarno en 2018. La película habla sobre la sexualidad en el siglo XXI desde la perspectiva de una mujer y sobre la continua represión de las mujeres en las estructuras patriarcales.
En 2020, Hussein fue elegida rectora de la Universidad de St Andrews, siendo la primera mujer en ocupar ese puesto en esta universidad.

## Conferencias y charlas
Además de su trabajo psicoterapéutico y de consultoría, Hussein es invitada a dar charlas sobre asuntos que conciernen a las niñas, las mujeres y los derechos humanos en varias plataformas como TedX, el Foro de Libertad del Oslo, Women of the World Festival, Fuse Festival, AKE Festival, Stylist Live Event and more.
Participó en varios programas de radio y televisión, incluidos Radio World Service, BBC World, Have Your Say, Women's Hour, Universal TV, BBC TV, Al Jazeera TV, Channel 5, CNN, ABC. Comenzó a grabar los pódcast de The Guilty Feminists y fue entrevistada por Jay Nordlinger .
En 2013, Hussein presentó The Cruel Cut, un documental que sigue su trabajo para poner fin a la mutilación genital femenina en el Reino Unido. Se emitió en Channel 4 y se convirtió instantáneamente en un documental innovador que ayudó a cambiar las políticas y leyes británicas sobre cómo abordar la MGF. El documental y Hussein fueron nominados a un BAFTA en 2014.
Hussein participó en varias conferencias en varias universidades como Cambridge, Oxford, UCL, West London University, Columbia, Banard, Georgetown, Harvard y Penn University.

## Premios y reconocimientos
Hussein recibió numerosos premios por su trabajo. Entre otros están:
- 2008: PCT Breaking Down Barriers Award,
- 2010: Cosmopolitan Ultimate Campaigner Women of the Year Award
- 2011: Emma Humphrey Premio, el Lin Groves Premio Especial,
- 2012: Honor Cierto Premio por el iraní y Kurdish, la organización Correcta de las mujeres, la BBC 100 Mujeres 2013: el embajador para Premio de Paz por el Inter-Paz religiosa e Internacional Federación, Debbets 500 lista desde entonces 2014.[24][25][24]
- 2014: Hussein y Ali recibieron un premio comunitario / benéfico en los premios Mujer del año de la revista Red 2014 por su trabajo con Daughters of Eve.[26] También ocuparon el sexto lugar en la Woman's Hour Power List 2014.[27]
- 2019: Hussein fue nombrada Oficial de la Orden del Imperio Británico (OBE) Birthday Honours por sus servicios para abordar la mutilación genital femenina y la igualdad de género.